# وزارة الداخلية الاتحادية (سويسرا)
الوزارة الفيدرالية للشؤون الداخلية ( FDHA, الألمانية: Eidgenössisches Departement des Innern ، الفرنسية: Département fédéral de l'intérieur الإيطالية: Dipartimento federale dell'interno , الرومانشية:  ) هي إدارة تابعة للإدارة الفيدرالية السويسرية وتعمل كوزارة داخلية سويسرية . منذ عام 2024، يرأسها المستشارة الاتحادية إليزابيث بوم شنايدر .

## أنظر أيضاً
- الضمان الاجتماعي في سويسرا
- الإدارة الفيدرالية لسويسرا

## روابط خارجية
- الموقع الرسمي